# ФК „Септември“ (Тервел)
ФК „Септември 98“ е футболен отбор от град Тервел, България.
От сезон 2008-2009 г. отборът се състезава във Североизточната В група. Екипите на ФК "Септември 98 са фланелки и гащета в червено и бяло. През новия сезон 2024/2025тимът се води от Георги Иванов-ГешаПредставянето на отбора е добро, като той заема приблизително 3 – 4 място. Негов капитан е и най-постоянния играч – Тодор Вълканов. Стадион ,,Кан  Тервел”(градският стадион) бе ремонтиран в началото на лято 2009 г. като бе изградена и модерна писта,козирка на главната трибуна а също така и седалки с 500 места, нов водопровод подпомага поддържането на тревните площи в отлично състояние. Президент на клуба е Добрин Иванов. През сезон 2024/25 стават шампиони на Североизточна трета лига 